# Hrebli
Hrebli (ukr. Греблі) – wieś na Ukrainie, w obwodzie połtawskim, w rejonie krzemieńczuckim, w hromadzie Semeniwka. W 2001 liczyła 255 mieszkańców.